# Mali koprivar
Mali koprivar (znanstveno ime Aglais urticae) je dnevni metulj iz družine pisančkov.

## Opis
Mali koprivar meri preko kril med 39 in 50 mm. Zgornja stran kril je oranžno rdeča, ob zgornjem robu sprednjih kril se izmenjujejo črne in rumene lise, zadnja svetla lisa pa je bela. Po zunanjem robu obeh parov kril ima črno obrobljene, bleščeče modre polmesečaste lise. Po telesu ima ta vrsta metuljev dolge, zlato sijoče rjave dlake, ki segajo še na temnejši in zlato poprhnjen del kril ob telesu. V notranjem kotu spodnjih kril je na notranji strani velika črna lisa, tri manjše črne lise pa so še v sredi notranjega dela sprednjih kril..
Spodnja stran kril je rjavo črna, s svetlejšim rjavim pasom, kar metulja varuje med počivanjem. Kadar se počutijo ogrožene, ti metulji na hitro razprejo krila, s čimer naj bi prestrašili mlade in neizkušene ptice. Odrasli metulji prezimijo v zavetju drevesnih dupel ali hiš in iz skrivališč pridejo zgodaj spomladi. Mali koprivar je razširjen od najbolj severnih do najbolj južnih delov Evrope. Pojavlja se povsod, kjer uspeva velika kopriva, s katero se hranijo gosenice. Pogost je v bližini človeških naselij, na pašnikih in ob rekah, kjer ga opazimo med marcem in oktobrom.

## Življenjski cikel
- mlade gosenice
- starejša gosenica
- buba v zadnjem stadiju
- spodnja stran kril